# Word of Mouth (The Wanted)
Word of Mouth è il terzo album in studio del gruppo musicale britannico The Wanted, pubblicato il 4 novembre 2013.

## Tracce
Edizione standard
1. We Own the Night – 3:26
2. In the Middle – 3:13
3. Running Out of Reasons – 3:46
4. I Found You – 4:00
5. Show Me Love (America) – 3:27
6. Walks like Rihanna – 3:22
7. Summer Alive – 3:05
8. Love Sewn – 4:23
9. Glow in the Dark – 3:35
10. Demons – 3:14
11. Could This Be Love – 3:08
12. Everybody Knows – 3:39
13. Heartbreak Story – 2:58
14. Chasing the Sun – 3:15

Tracce bonus edizione deluxe
1. If We're Alright – 3:40
2. Only You – 3:45
3. Drunk on Love – 3:23
4. Read My Mind – 3:45
5. Satellite (Remastered 2012) – 3:02